# Encyclopédie des finales d'échecs
L’Encyclopédie des finales d'échecs (Encyclopaedia of Chess Endings) est une étude « exhaustive » des finales d'échecs publiée par l’Informateur d'échecs, l'éditeur de l’Encyclopédie des ouvertures d'échecs. La rédaction a créé un code de classement des finales, le code ECE.
L’Encyclopédie des finales d'échecs est, tout comme son pendant pour les ouvertures d'échecs, une somme monumentale en 5 volumes consacrés entièrement aux finales. Le domaine étant plus technique et moins attirant que celui des ouvertures aux yeux des amateurs, le système de classement (code ECE) qui y a été choisi n'a jamais connu la même consécration populaire que le code ECO. Si l'Encyclopédie des ouvertures a connu jusqu'à 5 éditions pour certains de ses volumes, l’Encyclopédie des finales n'a, quant à elle, connu qu'une seule édition complète. Une seconde édition est cependant en cours : en avril 2012, le premier tome (Finales de pions) a été réédité. En février 2014, c'est le tour du tome 2, consacré aux Finales de Tours..

## Rédaction
L’Encyclopédie des finales d'échecs est une œuvre collective. Aleksandar Matanović est le « rédacteur responsable » du travail ; le « collège de rédaction » compte de nombreux Yougoslaves, ainsi que plusieurs « collaborateurs » grands maîtres internationaux de toutes nationalités. Cependant, contrairement à la première édition de l'Encyclopédie des ouvertures, les chapitres ne sont pas nominalement attribués aux collaborateurs.

### Collège de rédaction
Le collège de rédaction compte sept membres :
Srdan Cvetković, Bozidar Durasević, Milutin Kostić, Zdenko Krnić, Aleksandar Matanović, Miliivoje Molerović, Dragan Ugrinovic.

## Composition
L'Encyclopédie des finales d'échecs est composée de 5 volumes. Chaque volume est divisé en 10 sections, elles-mêmes subdivisées en un certain nombre (variable) de chapitres, en fonction du matériel présent sur l'échiquier.
1. Finales de Pions (455 pages pour 1 901 positions)[2] ;
2. Finale de Tours, 1er tome (512 pages et 1 930 positions)[2] ;
3. Finale de Tours, 2e tome (427 pages et 1 746 positions) ;
4. Finale de Dames (447 pages pour 1 800 positions) ;
5. Finales de pièces mineures : Fous et Cavaliers (564 pages et 2 017 positions).

Cependant, le code ECE sert également au classement des finales dans l’Informateur d'échecs, la revue quadriannuelle consacrée à la compétition de haut niveau.

## Structure du code ECE
Le code ECE se présente de la manière suivante :

### Finales de pions
- 0 : 1 ou plusieurs pions contre roi isolé ; 1 pion contre 1 pion ; 2 pions liés contre 2 pions
- 1 : 2 pions isolés ou doublés contre 2 pions isolés ou doublés
- 2 : 3 pions contre 3 pions
- 3 : 4 pions contre 4 pions ; 5 pions contre 5 pions ; 6 pions contre 6 pions ; 7 pions contre 7 pions ; 8 pions contre 8 pions
- 4 : 2 pions contre 1 pion
- 5 : 3 pions contre 2 pions
- 6 : 4 pions contre 3 pions
- 7 : 5 pions contre 4 pions
- 8 : 6 pions contre 5 pions ; 7 pions contre 6 pions ; 8 pions contre 7 pions
- 9 : pion(s) contre pion(s), où l'un des camps a au moins 2 pions de plus

### Finales de tours
- 0 : tour contre roi isolé ; tour avec ou sans pions contre pion(s)
- 1 : tour avec ou sans pions contre cavalier avec ou sans pions
- 2 : tour avec ou sans pions contre fou avec ou sans pions
- 3 : tour seule contre tour seule ; tour et 1 pion contre tour seule
- 4 : tour et plusieurs pions contre tour seule
- 5 : tour et 2 pions contre tour et 1 pion
- 6 : tour et au moins 3 pions contre tour et pion(s), avec un nombre inégal de pions des deux côtés
- 7 : tour et pion(s) contre tour et pion(s), avec le même nombre de pions des deux côtés
- 8 : tour avec ou sans pions contre au moins deux pièces mineures avec ou sans pions ; tour et une pièce mineure avec ou sans pions contre une seule pièce (tour, fou ou cavalier) avec ou sans pions
- 9 : toutes les autres finales de tours (avec soit plusieurs tours, soit tour et plusieurs pièces mineures dans l'un des camps, soit tour et pièce mineure contre plusieurs pièces adverses, toujours avec ou sans pions)

#### Tome 1
Ce tome contient les sections 3, 4, 5, 6 et 7 de la classification. Il s'agit de toutes les finales avec une seule tour dans chaque camp et des pions en nombre quelconque, mais sans pièces mineures.

#### Tome 2
Ce tome contient les sections 0, 1, 2, 8 et 9 de la classification.

### Finales de dames
- 0 : dame contre roi isolé ; dame avec ou sans pions contre pion(s)
- 1 : dame avec ou sans pions contre une pièce mineure avec ou sans pions
- 2 : dame avec ou sans pions contre une tour avec ou sans pions
- 3 : dame avec ou sans pions contre une dame seule
- 4 : dame avec pion(s) contre dame avec pion(s)
- 5 : dame avec ou sans pions contre deux pièces mineures ou une tour et une pièce mineure avec ou sans pions
- 6 : dame avec ou sans pions contre au moins trois pièces choisies parmi les tours, fous et cavaliers
- 7 : dame et pièce mineure avec ou sans pions contre une seule pièce (dame, tour, fou ou cavalier) avec ou sans pions
- 8 : dame et pièce mineure avec ou sans pions contre au moins deux pièces choisies parmi les tours, fous et cavaliers, ou contre dame et pièce mineure avec ou sans pions
- 9 : toutes les autres finales de dames (avec soit plusieurs dames, soit dame et au moins une tour, soit dame et au moins deux pièces mineures dans l'un des camps)

### Finales de pièces mineures
- 0 : cavalier et pion(s) contre roi isolé ; cavalier et pion(s) contre pion(s)
- 1 : fou et pion(s) contre roi isolé ; fou et pion(s) contre pion(s)
- 2 : cavalier et pion(s) contre cavalier avec ou sans pions
- 3 : cavalier et pion(s) contre fou seul ; fou et pion(s) contre cavalier seul
- 4 : fou et pion(s) contre cavalier et pion(s), avec un nombre inégal de pions des deux côtés
- 5 : fou et pion(s) contre cavalier et pion(s), avec le même nombre de pions des deux côtés
- 6 : fou et pion(s) contre fou de couleur opposée avec ou sans pions
- 7 : fou et pion(s) contre fou de même couleur avec ou sans pions
- 8 : deux pièces mineures avec ou sans pions contre au plus une pièce mineure avec ou sans pions
- 9 : deux pièces mineures avec ou sans pions contre deux pièces mineures avec ou sans pions ; toutes les finales avec ou moins trois pièces mineures dans un camp